# Yersinia pseudotuberculosis
Yersinia pseudotuberculosis là một loại vi khuẩn Gram âm gây ra bệnh sốt giống ban đỏ vùng Viễn Đông ở người, đôi khi bị nhiễm bệnh qua các động vật, thường xuyên nhất thông qua con đường thực phẩm. Động vật cũng bị nhiễm bệnh do vi trùng Y.
pseudotuberculosis. Vi khuẩn này dương tính với urease.